# Soumana Makadji

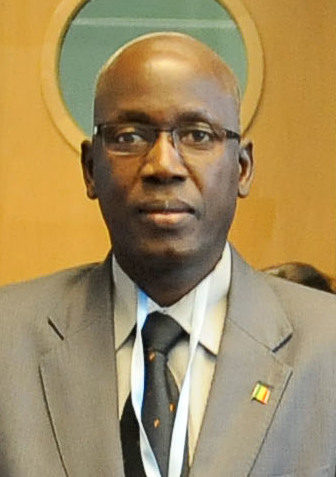
Soumana Makadji (2013)

Soumana Makadji (* 1954) ist ein malischer Ökonom und Politiker.
Makadji hält einen Abschluss in Wirtschaftswissenschaft der Universität der Franche-Comté in Besançon.
Makadji arbeitete seit 1982 in der Überwachung der Anwendung von Rechnungslegungssystemen in Europa und Afrika. In seiner letzten Position war er Gruppenleiter der malischen Computer Rechnungslegung und Abschlussprüfung.
Soumana Makadji hat gute Erfahrungen mit System Audits von Rechnungslegungssystemen gewonnen und in der Prüfung der Finanzierung von Abrechnungssystemen von internationaler Organisationen in Mali und anderen afrikanischen Ländern umgesetzt. Diese Audits erfolgten gemeinsam mit renommierten Wirtschaftsprüfungsgesellschaften und der Groupe Malien d'informatique et d'Audit Comptable. Seine Erfahrung umfasst auch die Bereiche strategische Planung, Überwachung und Bewertung, Finanzanalyse, der institutionellen und organisatorischen Entwicklung, Steuer- und Sozialrat. Seine Erfahrung ermöglichte es ihm in anderen Ländern der Subregion, wie Burkina Faso, Côte d’Ivoire und Sénégal zu arbeiten.
Am 25. April 2012 wurde er zum Gesundheitsminister von Mali im Kabinett Diarra berufen. Soumana Makadji spricht neben seiner Muttersprache Französisch und Englisch.
Nach einer Festnahme durch Militärs am 10. Dezember 2012 erklärte Modibo Diarra am Morgen des 11. Dezember in einer Erklärung im staatlichen Fernsehen seinen Rücktritt und den Rücktritt seines gesamten Kabinetts.